# Fort Beauharnois
 (novembre 2023).
Si vous disposez d'ouvrages ou d'articles de référence ou si vous connaissez des sites web de qualité traitant du thème abordé ici, merci de compléter l'article en donnant les références utiles à sa vérifiabilité et en les liant à la section « Notes et références ».
Pour les articles homonymes, voir Beauharnois.
Le fort Beauharnois est un fort fondé par les Français sur les rives du lac Pépin, près de la source du Mississippi. Il fut créé en 1727 par René Boucher de la Perrière, qui le baptisa en l'honneur du gouverneur de la Nouvelle-France, le marquis de Beauharnais. La localisation du fort avait été faite sur des basses terres, alors le fort a dû être reconstruit en 1730 sur des terres plus hautes. Ce fut le site de la première chapelle catholique dans l'État du Minnesota. La chapelle fut dédiée à saint Michel.
Le fort fut finalement abandonné durant la guerre de Sept Ans contre les Britanniques, pour envoyer les troupes plus à l'est de la Nouvelle-France.
Aujourd'hui, il y a un couvent d'ursulines et un centre de conférence, la 'Villa Maria', sur le site du vieux fort, dans le village de Wacouta au Minnesota, qui fait partie de l'archidiocèse de Saint Paul et Minneapolis.  Le département de transport du Minnesota a placé un marqueur pour désigner le site du vieux fort sur la route US 61/US 63 dans le comté de Goodhue.